# 文章題
文章題（ぶんしょうだい）は、文章の形式になっている問題のこと。特に初等教育の算数で扱う応用問題を指す場合が多い。

## 概要
ほとんどの問題は方程式を立てれば解けるが、歴史的に方程式と負の数の概念が意識されるより古くから扱われてきた問題も多く、また初等教育では方程式を扱わないため、個々の問題ごとの方程式を用いない解法が広く知られている。
文章題には、割合を強く意識して考える問題とそうでない問題とがある。前者の代表格は加重平均の問題であり、平均算、塩水算、速さの平均などがある。

## 文章題の種類

### 和や差に注目する問題
- 植木算
- 集合算
- 鶴亀算
- 和差算

### 割合に注目する問題
- 過不足算
- 還元算
- 差集め算
- 仕事算
- 帰一算（のべ算）
- 旅人算
- 通過算
- ニュートン算
- 時計算
- 倍数算
- 分配算
- 年齢算
- 流水算
- 水槽算
- 濃度算
- 損益算
- 消去算
- 相当算
- 平均算
- 出会い算
- 追いつき算
- 仮定算
- 鶏犬蛸算
- 推理算

### その他
- 集合算
- 推理算
- 代数系
- カードのシャッフル

## その他○○算の類
- 小町算
- ねずみ算
- 日に日に一倍算
- 覆面算
- 周期算
- 方陣算
- 暦算
- 膨張算